# Caleb (nome)
Caleb  è un nome proprio di persona inglese maschile.

## Varianti
- Maschili: Kaleb[1][3]
  - Ipocoristici: Cale[1], Cal

### Varianti in altre lingue
- Ebraico: כָּלֵב (Kalev[1], Kalebh[2])
- Greco biblico: Χαλεβ (Chaleb)[1]
- Latino biblico: Chaleb[1], Caleb[4]

## Origine e diffusione

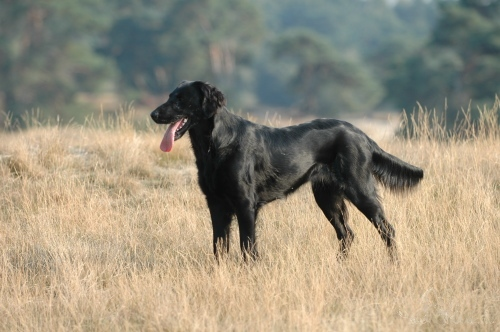
Un cane di razza Flat-Coated Retriever

Deriva dall'ebraico כָּלֵב (Kalebh), che vuol dire probabilmente "cane [latrante]" o "simile a un cane" (da kelebh, "cane"), e in senso lato "fedele" oppure "furioso come un cane". Data la natura non sempre positiva dei cani nella cultura ebraica del tempo, alcune fonti considerano il significato piuttosto strano, e sono state formulate diverse altre ipotesi sull'etimologia del nome; alcune lo riconducono ad esempio ai termini ebraici כָּל (kal, "intero", "tutto") e לֵב (lev, "cuore"), mentre secondo altre "Caleb" sarebbe la forma ebraicizzata di un nome di origine non ebraica.
Si tratta di un nome biblico, portato nell'Antico Testamento da Caleb, uno dei dodici uomini inviati da Mosè ad esplorare la terra di Canaan (Nu13); lui e Giosuè furono gli unici israeliti usciti dall'Egitto che vissero abbastanza da entrare nella terra promessa (Nu14:38).
In inglese cominciò ad essere usato dopo la Riforma Protestante, divenendo comune fra i Puritani, che lo introdussero in America nel XVII secolo. In italiano, invece, dove si registra anche l'adattamento "Calebo", il nome gode di scarsissima diffusione.
Va notato che la forma ebraica כָּלֵב (Kalev) corrisponde anche alla variante estone del nome finlandese Kaleva.

## Onomastico
L'onomastico si festeggia il 15 maggio (27 ottobre per le Chiese ortodosse orientali) in memoria di sant'Elesbaan, re di Axum, che è chiamato anche "san Caleb".

## Persone
- Caleb Carr, scrittore statunitense

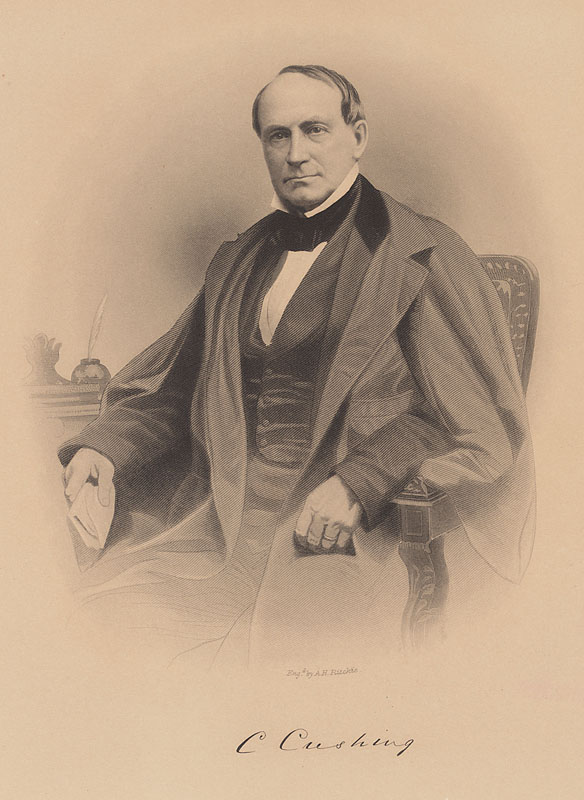
Caleb Cushing

- Caleb Cushing, politico e diplomatico statunitense
- Caleb Deschanel, direttore della fotografia statunitense
- Caleb Ekuban, calciatore ghanese
- Caleb Folan, calciatore irlandese
- Caleb Followill, cantante e musicista statunitense
- Caleb Gattegno, scienziato egiziano
- Caleb Landry Jones, attore statunitense
- Caleb Plant, pugile statunitense
- Caleb Quaye, chitarrista britannico
- Caleb Strong, politico statunitense
- Leonard Henry Caleb Tippett, statistico britannico

## Il nome nelle arti
- Caleb è un personaggio della serie televisiva Heroes.
- Caleb è un personaggio della serie a fumetti e animata W.I.T.C.H..
- Caleb è un personaggio del videogioco Blood.
- Caleb è un personaggio del film del 1972 Corvo rosso non avrai il mio scalpo!, diretto da Sydney Pollack.
- Caleb è un personaggio del romanzo di John Steinbeck La valle dell'Eden.
- Caleb è un personaggio della serie televisiva Raised by Wolves - Una nuova umanità.
- Caleb Applewhite è un personaggio della serie televisiva Desperate Housewives.
- Caleb Bordeleau è un personaggio della serie televisiva Les filles de Caleb.
- Caleb Koestler è un personaggio del film del 2009 Segnali dal futuro, diretto da Alex Proyas.
- Caleb Lost è un personaggio della serie a fumetti Dampyr.
- Caleb Mandrake è un personaggio del film del 2000 The Skulls - I teschi, diretto da Rob Cohen.
- Caleb Morley è un personaggio della soap opera Port Charles.
- Caleb Nichol è un personaggio della serie televisiva The O.C..
- Caleb Pontipee è uno dei sette fratelli nel film Sette spose per sette fratelli
- Caleb Prior è un personaggio della serie di romanzi Divergent, scritta da Veronica Roth.
- Caleb Rivers è un personaggio delle serie televisive Pretty Little Liars e Ravenswood.
- Caleb Scacchi è un personaggio del romanzo di Maico Morellini Il re nero.
- Caleb Stonewall è un personaggio della serie manga Inazuma Eleven.
- Caleb Temple è un personaggio della serie televisiva American Gothic.